# 英瓦尔·汉松
英瓦尔·汉松（瑞典語：Ingvar Hansson，1947年2月19日—），瑞典男子帆船运动员。他曾代表瑞典参加1972年和1976年夏季奥林匹克运动会帆船比赛，其中1976年奥运会获得一枚金牌。